# Albert Bitter
Albert Bitter (ur. 15 sierpnia 1848 w Melle, zm. 19 grudnia 1926 w Melle) – niemiecki duchowny katolicki, wikariusz apostolski Szwecji w latach 1886–1922.

## Życiorys
Albert Bitter urodził się w 1848 w Melle, w Dolnej Saksonii. Jego ojcem był Johann Heinrich Bitter, lokalny lekarz. Uczęszczał do katolickiej szkoły ludowej w Melle, a po jej ukończeniu do Gimnazjum Carolinum w Osnabrücku. Po uzyskaniu świadectwa dojrzałości studiował teologię w Münster i Würzburgu. Jako student był aktywistą katolickich stowarzyszeń studenckich
W 1874 przyjął święcenia kapłańskie z rąk biskupa osnabrückiego Johanna Heinricha Beckmanna. Przez krótki czas pracował duszpastersko na terenie rodzinnej diecezji, po czym został skierowany do Szwecji, gdzie przez pewien czas opiekował się misją katolicką w Göteborgu.
W 1885 wrócił na krótko do Niemiec, gdzie przez osiem miesięcy był proboszczem w Ludwigslust (Meklemburgia). Niedługo potem 27 lipca 1886 papież Leon XIII powołał go na stanowisko wikariusza apostolskiego Szwecji. 15 czerwca 1893 otrzymał nominację na biskupa tytularnego Doliche.
W czasach jego rządów liczba katolików w Szwecji wzrosła z tysiąca do 4 tysięcy. Wiele czasu poświęcał podróżom misyjnym po kraju. Zbudował w Sztokholmie Dom Katolicki im. św. Eryka. Podczas I wojny światowej kierował akcją pomocy humanitarnej dla ludzi dotkniętych wojną. Po osiągnięciu wieku emerytalnego w 1922 został złożony z urzędu wikariusza apostolskiego. Rok później w 1923 papież Pius XI w uznaniu dla jego zasług mianował go arcybiskupem Ad personam.
Na emeryturze wrócił w rodzinne strony, mieszkając w domu rodziców, gdzie obchodził jubileusz 50-lecia kapłaństwa. Zmarł w 1926 i został pochowany na cmentarzu w Melle.
Za swoją działalność był nagradzany wielokrotnie przez papieża, m.in. orderem Pro Ecclesia et Pontifice oraz krzyżem maltańskim.